# Противогрибковые препараты
Противогрибко́вые (антифунга́льные, от др.-греч. ἀντί анти-, «против» и лат. fungus «гриб») препара́ты, или антимико́тики (от др.-греч. μύκης «гриб»), — препараты, применяемые для лечения грибковых инфекций.
Не действуют против других инфекционных агентов — бактериальных, вирусных и протозойных. Различают фунгицидное (от лат. fungus «гриб» и лат. caedo «убиваю») действие антимикотика, при котором происходит гибель грибка, и фунгистатическое (от лат. staticus «останавливающий»), при котором прекращается рост и размножение.

## Классификация
В зависимости от химической структуры и спектра активности подразделяются на несколько групп. Применяются системно и местно.

### Азолы
Азолы подавляют превращение ланостерола в эргостерол путём ингибирования фермента ланостерол-14α-деметилазы. Подразделяются на две подгруппы:

#### Имидазолы
Дериваты имидазола:
- бифоназол (для местного применения)
- бутоконазол (для местного применения)
- изоконазол (для местного применения)
- кетоконазол
- клотримазол (для местного применения)
- миконазол
- оксиконазол (для местного применения)
- сертаконазол (для местного применения)
- сулконазол (для местного применения)
- тиоконазол (для местного применения)
- фентиконазол (для местного применения)
- хлормидазол (для местного применения)
- эконазол (для местного применения)

#### Триазолы
Производные триазолов:
- вориконазол
- итраконазол
- позаконазол
- терконазол (для местного применения)
- флуконазол

### Аллиламины
Синтетические лекарственные средства. Основные представители:
- нафтифин
- тербинафин

### Полиеновые антимикотики
Антимикотики природного происхождения:
- амфотерицин В, продуцируемый Streptomyces nodosus. Оказывает фунгицидное или фунгистатическое действие в зависимости от концентрации в биологических жидкостях и от чувствительности возбудителя. Активен в отношении Candida spp., Cryptococcus neoformans, Aspergillus spp. и других грибов.
- леворин, продуцируемый Actinomyces levoris
- натамицин (для местного применения). Оказывает фунгицидное действие на большинство патогенных дрожевых грибов, прежде всего Candida albicans. Резистентности к натамицину не наблюдалась[3]
- нистатин, продуцируемый актиомицетом Streptomyces noursei[4] (в основном для местного применения)

### Эхинокандины
Противогрибковые препараты, препятствующие синтезу глюканов в клеточной стенке через неконкурентное ингибирование фермента 1,3-β-глюкан-синтазы, в связи с чем иногда их называют «противогрибковыми пенициллинами», так как пенициллин имеет аналогичный механизм действия против бактерий.
- анидулафунгин
- каспофунгин
- микафунгин
- резафунгин

### Другие
- аморолфин (для местного применения, производное морфолина)
- бутенафин (для местного применения)
- гризеофульвин
- толнафрат (для местного применения)
- флуцитозин
- циклопирокс (для местного применения)

## Механизмы действия

Биосинтез эргостерола у дрожжей Saccharomyces cerevisiae и мишени противогрибковых препаратов

Создание противогрибковых препаратов затруднено высоким сходством инфекционного агента и макроорганизма на биохимическом уровне, так как оба они являются эукариотами. Большая часть системных антимикотиков нацелена на ингибирование биосинтеза эргостерола и компонентов клеточной стенки.
Полиены связываются со стеролами и изменяют проницаемость клеточной мембраны. Существуют четыре модели молекулярных механизмов, ответственных за противогрибковое действие полиенов. Модель порообразования основана на предположении, что результатом взаимодействия полиенов с эргостеролом является образование структур, сходных с ионными каналами. Это вызывает утечку ионов и малых органических молекул из клетки гриба, что приводит в конечном итоге к гибели клетки. Согласно модели стероловой губки, агрегаты параллельно выстроенных молекул амфотерицина B экстрагируют из клеточной мембраны стеролы. Как модель стероловой губки, так и модель поверхностной адсорбции предполагают, что экстракция или адсорбция стеролов из мембраны ведёт к её дестабилизации и нарушению важных клеточных процессов, таких как эндоцитоз и регуляция функции мембранных белков. Модель окислительного повреждения рассматривает окислительный стресс, вызванный полиенами. Он обусловливает повреждение ДНК, карбонилирование белков и перекисное окисление липидов, что приводит к смерти клеток гриба.
Флуцитозин (химическое название — 5-фторцитозин) в грибковой клетке превращается в токсичные метаболиты 5-фторурацила, которые ингибируют синтез ДНК и процессинг РНК.

## Устойчивость к противогрибковым препаратам
Устойчивость (резистентность) — это сохранение способности к размножению в присутствии терапевтических концентраций лекарств, что имеет практическое значение для выбора препаратов и схем комбинированного лечения.